# آنا-کارین کامرلینگ
آنا-کارین کامرلینگ (به انگلیسی: Anna-Karin Kammerling) (زادهٔ ۱۹ اکتبر ۱۹۸۰) شناگر اهل سوئد است.